# 第257步兵師 (德國國防軍)
德國國防軍陸軍第257步兵師（德語：257. Infanterie-Division）是納粹德國國防軍陸軍的一個步兵師。該師於1939年8月組建。
該師組建後，首次作戰為參與1941年6月的巴巴羅薩行動，此後一直在東線作戰。
該師於1944年8月被殲，同年10月解散，但不久重建，並改编為第257國民擲彈兵師（德語：257. Volksgrenadier-Division）。該師改编後，一直在西線作戰。
該師最後於1945年5月在菲森向美軍投降。

## 註腳
1. ↑  Mitcham（2007年）